# Décès en janvier 2000
Décès
- 1996
- 1997
- 1998
- 1999
- 2000
- 2001
- 2002
- 2003
- 2004

Pour une information complémentaire, voir la page d'aide.

| Date        | Nom                     | Activités                                                                  | Âge | Source |
| ----------- | ----------------------- | -------------------------------------------------------------------------- | --- | ------ |
| 1er janvier | George Carl             | Humoriste et un clown américain.                                           | 83  | (en)   |
| 1er janvier | Sandro Baylón           | Footballeur péruvien.                                                      | 22  | (es)   |
| 2 janvier   | Miguel Devèze           | Peintre et sculpteur sur bois français.                                    | 90  | (en)   |
| 2 janvier   | Nat Adderley            | Cornettiste de jazz américain.                                             | 68  |        |
| 3 janvier   | Marius Rozé             | Footballeur français.                                                      | 71  |        |
| 4 janvier   | Stéphano Bistolfi       | Footballeur italien naturalisé français.                                   | 90  |        |
| 5 janvier   | Bernard Braine          | Homme politique britannique.                                               | 85  | (en)   |
| 6 janvier   | Max Vialle              | Acteur français.                                                           | 65  | (fr)   |
| 7 janvier   | Jordan Derwin           | Acteur américain.                                                          | 68  |        |
| 9 janvier   | Poul Jensen             | Footballeur international danois.                                          | 75  |        |
| 9 janvier   | Poul Mejer              | Footballeur international danois.                                          | 68  |        |
| 10 janvier  | Arthur Batanides        | Acteur américain.                                                          | 76  |        |
| 11 janvier  | Solomon Mamaloni        | Homme d'État salomonais, trois fois premier ministre des îles Salomon.     | 57  |        |
| 13 janvier  | Louis Marchand des Raux | Peintre et lithographe français.                                           | 97  |        |
| 14 janvier  | Alphonse Boudard        | Écrivain français.                                                         | 74  |        |
| 16 janvier  | Chean Vam               | Premier ministre cambodgien.                                               | 83  |        |
| 18 janvier  | Gésip Légitimus         | Musicien, acteur, producteur de télévision, directeur artistique français. | 69  |        |
| 19 janvier  | Chuck Courtney          | Acteur et producteur américain.                                            | 69  |        |
| 19 janvier  | Bettino Craxi           | Ancien président du Conseil italien.                                       | 65  |        |
| 19 janvier  | Hedy Lamarr             | Actrice américano-autrichienne.                                            | 85  |        |
| 19 janvier  | Alan North              | Acteur américain.                                                          | 79  |        |
| 20 janvier  | Don Abney               | Pianiste de jazz américain.                                                | 76  |        |
| 22 janvier  | Anne Hébert             | Poète et romancière québécoise.                                            | 83  |        |
| 26 janvier  | A. E. van Vogt          | Écrivain américain de science-fiction.                                     | 87  |        |
| 26 janvier  | André Charigny          | Peintre français.                                                          | 97  |        |
| 27 janvier  | Friedrich Gulda         | Compositeur et interprète classique et jazz autrichien.                    | 69  |        |
| 31 janvier  | Gabriel Paris           | Peintre et décorateur de cinéma français.                                  | 75  |        |